# 鄧根年
鄧根年，MH（1954年—），民建聯成員，前任北區區議會皇后山區議員。新界原居民，屬龍躍頭鄧氏。

## 生平
鄧根年在1988年香港區議會選舉中當選為皇后山區議員。1991年、1994年連續2屆在沒有競選對手的情況下自動當選。1999年香港區議會選舉中，擊敗王金生。同年，獲香港特區政府頒授榮譽勳章。
2003年香港區議會選舉中，鄧根年敗於王金生。2005年，李國鳳和鄧根年兩人因使用虛假租單企圖騙取區議會租金津貼，被香港廉政公署控以欺詐罪。2006年，鄧根年承認控罪，被判社會服務令240小時。
2007年香港區議會選舉中，王金生不再角逐連任，鄧根年擊敗李廣明，當選為皇后山區議員。2011年香港區議會選舉中，再擊敗李廣明，成功連任。2015年香港區議會選舉自動當選成功連任。2019年香港區議會選舉，他被北區連線羅庭德擊敗。
2020年3月29日，《預防及控制疾病（禁止羣組聚集）規例》首日生效，按照該規例，因應防疫需要，多於20人的婚禮屬於受禁羣組聚集；前一天傍晚生效的《預防及控制疾病（規定及指示）（業務及處所）規例》則規定，在任何餐飲處所內，不得有多於四人同坐一桌。新例實施首日下午，粉嶺龍躍頭松嶺鄧公祠外舉行婚宴，以北區前區議員身分受訪的鄧根年表示，當晚是其胞弟娶妻，因新例事出倉卒，未能取消婚宴，已盡量將枱與枱距離隔開和減少每席人數，但每席人數仍多於四人。警方證實當晚7時48分接獲一名女子投訴，到場發現約50人，並給予口頭警告了事。